# Silent Feet
Albums de Eberhard Weber
The Following Morning
(1976) Fluid Rustle
(1978)
Silent Feet est un album du bassiste allemand Eberhard Weber, paru en 1978 sur le label Edition of Contemporary Music. C'est un disque en quartet avec Charlie Mariano au saxophone soprano, Rainer Brüninghaus aux claviers, Eberhard Weber à la contrebasse, et John Marshall à la batterie. Le disque est enregistré en novembre 1977 au Tonstudio Bauer, Ludwigsburg, par Martin Wieland.
C'est le deuxième disque du quartet Colours de Weber, qui développe les idées initiées avec The Colours of Chloë

## Description

### Musiciens
- Charlie Mariano - saxophone soprano, flûtes
- Rainer Brüninghaus - claviers
- Eberhard Weber - contrebasse
- John Marshall - batterie

### Titres
Toutes les compositions sont de Eberhard Weber.
| No | Titre                         | Durée |
| -- | ----------------------------- | ----- |
| 1. | Seriously Deep                | 17:48 |
| 2. | Silent Feet                   | 12:11 |
| 3. | Eyes that can see in the dark | 12:20 |